# تعریف نرم‌افزار آزاد
تعریف نرم‌افزار آزاد، توسط ریچارد استالمن نوشته‌شد و بنیاد نرم‌افزار آزاد آن‌را منتشر نمود. در نرم‌افزار آزاد، موضوع آزادی است نه قیمت. اولین تعریف در فوریه ۱۹۸۶ منتشر شد. مرجع رسمی انتشار آن در حال حاضر قسمت فلسفی سایت پروژه گنو می‌باشد؛ که از آوریل ۲۰۰۸ تاکنون به ۳۹ زبان ترجمه شده‌است. بنیاد نرم‌افزار آزاد همچنین فهرستی از اجازه‌نامه‌هایی که نیازها و قواعد این تعریف را رعایت کرده‌اند منتشر نموده‌است.

## تعریف
تعریفی که در سال ۱۹۸۶ منتشر شد دو نکته اصلی داشت:

کلمه «آزاد» در اسم اشاره‌ای به قیمت ندارد، تنها به آزادی اشاره دارد. اول آزادی برای کپی کردن و توزیع کردن برنامه بین همسایگان و دوستان، پس آن‌ها نیز می‌توانند از آن استفاده نمایند. دوم آزادی برای تغییر یک برنامه، پس شما می‌توانید آن را کنترل کنید، نه برنامه شما را کنترل نماید. برای اینها شما باید به کد منبع برنامه دسترسی داشته باشید.

تعریف جدید چهار نکته اصلی دارد، که به صورت شماره صفر تا سه به آن اشاره می‌کنند. نرم‌افزار آزاد تعریف می‌شود به این صورت که دریافت‌کننده آن خواه ناخواه این چهار آزادی را دارد:
- آزادی شماره ۰: آزادی برای اجرای برنامه با هر هدفی.
- آزادی شماره ۱: آزادی برای یادگیری نحوه کار برنامه، و تغییر آن تا همان کاری که شما نیاز دارید انجام دهد.
- آزادی شماره ۲: آزادی برای بازنشر برنامه، پس شما می‌توانید به همسایه‌تان کمک کنید.
- آزادی شماره ۳: آزادی برای بهینه‌سازی برنامه، و انتشار عمومی بهینه‌سازیها، پس کل جامعه سود خواهد برد.

برای داشتن آزادیهای ۱ تا ۳ دسترسی به کد مبدأ برنامه الزامی است. چون یادگیری نحوه کار و تغییر برنامه بدون داشتن کد منبع غیرعملی است.